# Polonia Bytom (koszykówka)
BS Polonia Bytom (pełna nazwa: Bytomski Sport Polonia Bytom Sp z o.o.) – sekcja sportowa koszykówki klubu Polonia Bytom istniejąca do 1981 roku, a następnie reaktywowana w 2013 roku. W sezonie 2024/2025 drużyna seniorów  występuje w rozgrywkach II ligi (trzeci poziom rozgrywkowy). Trenerem koszykarzy jest Mariusz Bacik.

## Sekcja koszykówki męskiej
Na przełomie lat 60/70. XX w. koszykarze Polonii Bytom awansowali z A-klasy do ówczesnej III ligi, a następnie do drugiej ligi w sezonie 1977/78. Jednym ze współautorów tego sukcesu był kierownik sekcji Jan Stankowski.
Skład Polonii z 1979: Leszek Marzec, Janusz Kropka, Jacek Rosa, Krzysztof Oborski, Andrzej Drzyzga, Krystian Rendchen, Jan Kańtoch, Ryszard Stankiewicz, Henryk Kominek. Trener: Jerzy Hermanson.
Skład Polonii w 1980: Jacek Rosa, Sławomir Jezior, Ryszard Stankiewicz, Henryk Kominek, Bogusław Bańka, Kazimierz Boboń, Zbigniew Pierechod, Adam Prabucki, Marek Kuna, Krystian Rendchen, Jerzy Kawalec, Ryszard Szopa, Mariusz Dziurdzia. Trener Jerzy Kapuściński.
W sezonie 1980/81 KS Polonia awansowała do pierwszej ligi.
W związku z trudną sytuacją finansową (3 drużyny w pierwszej lidze, dodatkowo piłkarze i hokeiści) dnia 4 maja 1981 sekcję koszykówki Polonii Bytom przejął reaktywowany w Bobrku (dzielnicy Bytomia), we wrześniu 1980, Hutniczy Klub Sportowy Stal Bobrek (Bobry Bytom).
W kolejnych latach próbowano kilkukrotnie reaktywować sekcję koszykówki mężczyzn. Z uwagi na brak pieniędzy, nie udało się tego zrealizować. Ostatecznie latem 2013 roku wznowiono funkcjonowanie sekcja koszykówki mężczyzn. Została ona zgłoszona do udziału w rozgrywkach III ligi, w sezonie 2013/2014. Po rocznej grze w III lidze Polonia awansowała do II ligi. Swoje mecze rozgrywa w hali Na Skarpie.
W sezonie 2021/22 drużyna trenera Mariusza Bacika zajęła pierwsze miejsce w grupie C (runda zasadnicza), a następnie w fazie play-off wyeliminowała Niedźwiadki Chemart Przemyśl, Sklep Polski MKK Gniezno oraz ŁKS Coolpack Łódź. W półfinale Polonia Bytom przegrała z drużyną Enea Basket Poznań, co skutkowało konfrontacją o trzecie miejsce z AZS AWF Mickiewicz Romus Katowice. Niebiesko-czerwoni przy wypełnionej hali wygrali u siebie pierwsze spotkanie 90:77, a w rewanżu ponowie zwyciężyli 84:82, dzięki czemu awansowali do I ligi i po 21. latach powrócili na wyższy szczebel rozgrywkowy.
W rozgrywkach I ligi w sezonie 2022/2023 Polonia zanotowała 9 zwycięstw i 25 porażek co pozwoliło zająć 16. miejsce oznaczające spadek do II ligi.

### Skład w sezonie 2021/22
- Paweł Jurczyński (41 meczów, 658 pkt.),
- Marek Piechowicz (39 m., 616 pkt.) - MVP grupy C,
- Paweł Bogdanowicz (40 m., 505 pkt.),
- Marcin Salamonik (32 m., 423 pkt.),
- Karol Jagoda (41 m., 420 pkt.),
- Sebastian Dąbek (38 m., 381 pkt.),
- Szymon Daszke (31 m., 372 pkt.),
- Sebastian Dusiło (32 m., 173 pkt.),
- Tomasz Deja (15 m., 125 pkt.),
- Paweł Respondek (25 m., 117 pkt.).

### Sezon po sezonie (od sezonu 2013/14)
| Sezon   | Liga     | Poziom ligowy | Runda zasadnicza | Play-off |
| ------- | -------- | ------------- | ---------------- | -------- |
| 2013/14 | III liga | 4             | 1 m.             | [ 6 ]    |
| 2014/15 | II liga  | 3             | 3 m./4 m.        | -        |
| 2015/16 | II liga  | 3             | 2 m.             | 1/4      |
| 2016/17 | II liga  | 3             | 3 m.             | 1/8      |
| 2017/18 | II liga  | 3             | 7 m.             | 1/16     |
| 2018/19 | II liga  | 3             | 2 m.             | 1/16     |
| 2019/20 | II liga  | 3             | 12 m.            | -        |
| 2020/21 | II liga  | 3             | 2 m.             | 1/4      |
| 2021/22 | II liga  | 3             | 1 m.             | 3 m.     |
| 2022/23 | I liga   | 2             | 16 m.            | -        |
| 2023/24 | II liga  | 3             | 1 m.             | 1/4      |
| 2024/25 | II liga  | 3             | 1 m.             | 1/4      |

### Kadra (sezon po sezonie)[16]
- sezon 2013/2014 - Adam Anduła, Mariusz Bacik, Marcin Ecka, Kosma Kołcz, Mateusz Ogrodnik, Artur Sapiński, Marcin Strzelecki, Kuba Szmidt, Krzysztof Woźniak, Jacek Wróblewski, Grzegorz Zadęcki, Filip Zemrzycki. Trener: Radosław Kuciński

- sezon 2014/2015 - Marcin Duda, Marcin Ecka, Paweł Jurczyński, Michał Moralewicz, Łukasz Nawrot, Michał Nikiel, Mateusz Ogrodnik, Daniel Pełka, Emil Podkowiński, Artur Sapiński, Marcin Strzelecki, Kuba Szmidt, Wojciech Szpyrka, Krzysztof Woźniak, Jacek Wróblewski, Grzegorz Zadęcki, Filip Zemrzycki. Trener: Radosław Kuciński

- sezon 2015/2016 - Łukasz Bąk, Jakub Chorążak, Tomasz Gembus, Paweł Jurczyński, Kamil Kołodziejczak, Michał Moralewicz, Szymon Podgórski, Emil Podkowiński, Rafał Sebrala, Szymon Stolarski, Kuba Szmidt, Wojciech Szpyrka, Paweł Wołk-Jankowski, Grzegorz Zadęcki. Trener: Radosław Kuciński

- sezon 2016/2017 - Adam Bączyński, Jakub Chorążak, Alberto Garita, Tomasz Gembus, Kamil Kołodziejczak, Piotr Konsek, Jakub Pawlak, Szymon Podgórski, Emil Podkowiński, Rafał Sebrala, Wojciech Szpyrka, Piotr Wojdyr, Łukasz Wójcik, Tomasz Wróbel, Bartłomiej Wróblewski, Grzegorz Zadęcki. Trener: Radosław Kuciński

- sezon 2017/2018 - Michał Batorski, Adam Bączyńśki, Sławomir Harnot, Karol Jagoda, Mateusz Kępa, Norbert Kujon, Krzysztof Kurdubski, Adam Miller, Michał Moralewicz, Jakub Pawlak, Kuba Szmidt, Wojciech Szpyrka, Jarosław Wesołowski, Tomasz Wróbel, Michał Zapert. Trener: Mariusz Bacik

- sezon 2018/2019 - Adam Bączyński, Karol Jagoda, Norbert Kujon, Krzysztof Kurdubski, Maciej Michalski, Mateusz Migała, Mateusz Mucha, Jakub Pawlak, Emil Podkowiński, Krzysztof Wąsowicz, Maciej Wąsowicz, Tomasz Wróbel, Michał Zapert, Patryk Zapert. Trener: Mariusz Bacik

- sezon 2019/2020 - Adam Bączyński, Paweł Haberek, Karol Jagoda, Jakub Kucharski, Norbert Kujon, Krzysztof Kurdubski, Łukasz Lewiński, Mateusz Mucha, Dawid Orłowski, Emil Podkowiński, Rafał Serwański, Jarosław Wesołowski, Grzegorz Zadęcki, Michał Zapert, Patryk Zapert. Trener: Mariusz Bacik

- sezon 2020/2021 - Wiktor Czyżewski, Szymon Daszke, Marek Dragon, Szymon Jabłoński, Jakub Kucharski, Norbert Kujon, Krzysztof Kurdubski, Wojciech Leszczyński, Piotr Łucka, Paweł Mol, Kacper Nowakowski, Dawid Orłowski, Emil Podkowiński, Radosław Pyplok, Paweł Respondek, Marcin Salamonik, Rafał Serwański, Oskar Suwała, Patryk Zapert. Trener: Mariusz Bacik

- sezon 2021/2022 - Adam Bączyński, Paweł Bogdanowicz, Szymon Daszke, Sebastian Dąbek, Tomasz Deja, Marek Dragon, Sebastian Dusiło, Karol Jagoda, Paweł Jurczyński, Kacper Nowakowski, Mateusz Pawlik, Marek Piechowicz, Michał Podulka, Paweł Respondek, Marcin Salamonik, Oskar Suwała, Wojciech Szpyrka. Trener: Mariusz Bacik

- sezon 2022/2023 - Paweł Bogdanowicz, Radosław Chorab, Michał Chrabota, Sebastian Dąbek, Tomasz Deja, Karol Jagoda, Dominik Krakowiak, Marek Piechowicz, Paweł Respondek, Michał Sadło, Franciszek Soiński, Damian Szczepanik, Patryk Wieczorek, Alphonso Willis, Przemysław Zygmunciak. Trener: Mariusz Bacik

- sezon 2023/2024[17] - Paweł Bogdanowicz, Marek Dragon, Paweł Fleszar, Jarosław Giżyński, Piotr Górecki, Dominik Krakowiak, Michał Krawiec, Łukasz Lewiński, Kamil Nawrot, Marek Piechowicz, Filip Pruefer, Franciszek Soiński, Krzysztof Wąsowicz, Bartosz Wróbel. Trener: Mariusz Bacik

- sezon 2024/2025[18] - Paweł Bogdanowicz, Marek Dragon, Jarosław Giżyński, Michał Krawiec, Karol Korczyk, Kamil Kubiak, Michał Medes, Marek Piechowicz, Filip Pruefer, Maksymilian Siwik, Krzysztof Wąsowicz, Bartosz Wróbel, Wojciech Zub. Trener: Mariusz Bacik

## Sekcja koszykówki kobiet
W Polonii Bytom sekcja działała do 1986 roku, potem została przejęta przez HKS Stal Bobrek.